# Shippingport
Shippingport  è una borough degli Stati Uniti d'America, nella contea di Beaver nello Stato della Pennsylvania. Secondo il censimento del 2000 la popolazione è di 237 abitanti.
| borough di Shippingport Popolazione |     |
| 2000                                | 237 |
| Stima al 2009                       | 221 |